# 复兴镇 (德江县)
复兴镇，是中华人民共和国贵州省铜仁市德江县下辖的一个乡镇级行政单位。
2011年12月30日，贵州省人民政府批复同意撤销复兴土家族苗族乡，设立复兴镇。

## 行政区划
复兴镇下辖以下地区：
七星社区、联合村、喻家桥村、客店村、贾村、梅子村、土井村、楠木村、明溪村、敖家村、中山村、南溪村、共和村、东泉村、蒲村、棋坝山村、稳子溪村、山峰村、河堡村和堰盆村。

## 中国传统村落
2013年8月，棋坝山村被评为第二批中国传统村落。